# Allocasuarina huegeliana
Allocasuarina huegeliana är en tvåhjärtbladig växtart som först beskrevs av Friedrich Anton Wilhelm Miquel, och fick sitt nu gällande namn av Lawrence Alexander Sidney Johnson. Allocasuarina huegeliana ingår i släktet Allocasuarina och familjen Casuarinaceae. Inga underarter finns listade i Catalogue of Life.